# Катастрофа Ту-104 в Иркутске (1971)
Катастрофа Ту-104 в Иркутске в 1971 году — крупная авиационная катастрофа, произошедшая в воскресенье 25 июля 1971 года в Иркутском аэропорту. Авиалайнер Ту-104Б Толмачёвского ОАО авиакомпании «Аэрофлот» выполнял плановый внутренний рейс SU-1912 по маршруту Одесса — Киев — Челябинск — Новосибирск — Иркутск — Хабаровск — Владивосток, но при посадке в аэропорту Иркутска самолёт перешёл в сваливание на малой высоте, а затем совершил жёсткую посадку, после чего загорелся. Погибли 97 человек из 126 — 118 пассажиров и 8 членов экипажа.
Официальная причина катастрофы так и не была установлена.

## Самолёт
Ту-104Б с бортовым номером 42405 (заводской — 820202, серийный — 02-02) был выпущен Казанским авиазаводом 30 октября 1958 года, а к 25 мая 1959 года был передан Главному управлению гражданского воздушного флота, которое направило его в Толмачёвский авиаотряд Западно-Сибирского территориального управления ГВФ. По имеющимся сведениям, изначально авиалайнер имел салон на 100 мест, но позже был переделан на 105 мест. На момент катастрофы самолёт имел 19 489 часов налёта и 9929 посадок.

## Экипаж и пассажиры
В Новосибирске экипаж сменился, состоящий из 204-го (Толмачёвского) авиаотряда, состав которого был:
- Командир воздушного судна —  Александр Васильевич Овчинников

- Второй пилот —  Анатолий Александрович Пинчук

- Штурман —  Иван Васильевич Щепкин

- Бортмеханик —  Геннадий Павлович Гусляков

- Бортрадист —  Владимир Иванович Болотин

- В салоне работали 3 бортпроводника:

- Галина Константиновна Еселевич

- Любовь Борисовна Шокина

- Александр Николаевич Сорокин

### Ситуация с пассажирами
На борту находилось 118 пассажиров — 96 пассажиров и 22 ребёнка, то есть самолёт был загружен полностью и был перегружен (по пассажировместимости) на 13 пассажиров.

## Хронология событий
В ночь с 24 июля по 25 июля 1971 года предстояло выполнять рейс 1912. Этот рейс был через всю территорию СССР, из Одессы во Владивосток с промежуточными посадками в Киеве, Челябинске, Новосибирске, Иркутске и Хабаровске, причём на участке Одесса — Новосибирск его выполнял Ту-104Б борт СССР-42402. Далее в Новосибирском аэропорту Толмачёво под рейс 1912 был выдан Ту-104Б борт СССР-42405, а также был сменён и экипаж. В 04:34 местного времени (01:34 МСК) авиалайнер вылетел из Новосибирска и после набора высоты занял эшелон 10 000 метров. На его борту находились 118 пассажиров: 96 взрослых и 22 ребёнка.
В Иркутске небо было полностью затянуто слоистыми облаками с нижней границей 150 метров, дул слабый северо-восточный ветер, стояла дымка, а видимость составляла 1500 метров, что соответствовало метеорологическому минимуму № 1. На подходе к аэропорту экипаж получил прямой заход на посадку по магнитному курсу 116°. В 08:10 (03:10 МСК) диспетчер дал разрешение на снижение. Расстояние до ВПП составляло 30 километров, когда самолёт занял высоту 400 метров. Далее в 08:29:35 экипаж получил условие посадки и разрешение снизиться до высоты 400 метров по давлению аэродрома. Экипаж подтвердил получение информации и сообщил о начале снижения и заходе на посадку по курсо-глиссадной системе с диспетчерским контролем. В ответ диспетчер передал сведения о фактической погоде.
Экипаж перешёл на связь с диспетчером посадки и тот в 08:31:52 передал, что самолёт находится на посадочном курсе и в 17 километрах от ВПП. Поначалу самолёт не уклонялся от траектории, но когда до ВПП оставалось 8 километров, диспетчер предупредил о уклонении влево, а при удалении 7 километров в 08:33:45 предупредил о подходе к входу в глиссаду. Ещё через пять секунд диспетчер сообщил: «Удаление 6,5 километра, на курсе, ниже 20 метров, доложите готовность к посадке». В ответ с самолёта доложили, что шасси выпущены и они готовы к посадке. В 08:33:58 экипаж получил команду проверить шасси, а также получил разрешение на посадку. Экипаж подтвердил получение информации.
В 08:34:18 экипаж доложил о пролёте ДПРМ. Из-за небольшого уклонения авиалайнера влево в 08:34:24 диспетчер передал: «Левее курса 100 м, вправо 3°». Рекомендуемая приборная скорость захода на посадку для Ту-104 составляет 300 км/ч. Но, вероятно, в это время приборы завысили показания скорости, поэтому дезинформированный экипаж попытался её уменьшить, так как перевёл самолёт из снижения в горизонтальный полёт. В результате фактическая скорость упала до 270—275 км/ч, также при этом возник левый крен, что в свою очередь привело к боковому уклонению в 30 метров, которое было быстро устранено. В 08:34:47 экипаж прошёл БПРМ на высоте 85 метров, то есть на 15 метров выше положенной (70 метров). Тогда экипаж увеличил вертикальную скорость до 9—11 м/с.
На высоте около 8—10 метров пилоты потянули штурвалы на себя, с целью уменьшить вертикальную скорость снижения, при этом возникла перегрузка в 1,3—1,4 g. Из-за скорости на 25—30 км/ч меньше рекомендуемой самолёт вышел на закритические углы атаки. В 08:35:00 с вертикальной скоростью 8—10 м/с Ту-104 ударился правой тележкой шасси о бетон полосы в 154 метрах от торца. Почти сразу с ней с интервалом в доли секунды о бетон ударились сперва левая, а затем и передняя стойка шасси. От колоссальных перегрузок левая плоскость крыла разрушилась. Вытекшее из разорванных левых баков топливо воспламенилось. Промчавшись юзом две с лишним сотни метров от точки первого касания ВПП, горящий Ту-104 под углом 15—20° вылетел с полосы влево в 400 метрах от торца. Левая плоскость оторвалась и самолёт помчался по земле «на брюхе», кренясь влево и переворачиваясь на «спину». Фюзеляж разорвало на несколько частей и он частично сгорел.
Весь путь движения авиалайнера по аэродрому составил 500 метров и на всём протяжении был усыпан обломками. В катастрофе погибли 97 человек: командир, второй пилот, бортмеханик, бортрадист, 73 взрослых пассажира и 20 детей. При этом 36 человек, то есть треть, погибли не от травм, а из-за отравления угарным газом.

## Причины
Фактическая поступательная скорость снижения была ниже рекомендуемой, но была высока вероятность, что приборы завышали её значение. Это и вызвало попытку экипажа снизить скорость за счёт создания горизонтальной площадки на глиссаде, что, однако, привело к пролёту БПРМ выше положенной высоты и, в дальнейшем, к увеличению вертикальной скорости снижения. Попытка экипажа замедлить темп снижения перед касанием ВПП привела к сваливанию и жёсткой посадке. Вероятность того, что экипаж перед выравниванием не мог определить расстояние до ВПП, исключалась, так как на тот момент не было осадков, а видимость составляла 1500 метров.
Были проведены исследования анероидно-мембранных приборов на предмет эксплуатационных неисправностей. Но исследования показали, что непосредственно они были исправны. Тогда провели лётные испытания, которые показали, что если возникла разгерметизация трубопровода полного давления указателя скорости второго пилота и штурмана, то возможно скачкообразное завышение показаний скорости на значение от 17 до 80 км/ч, после чего показания начинали снижаться с темпом 1,8—2,5 км/ч. При этом, для создания данного скачка показаний, разгерметизация трубопровода должна произойти не более чем через три минуты после выключения наддува кабины. Собственно, вероятность того, что на глиссаде произойдёт разгерметизация системы, составляет 0,000001 %.

В связи с отсутствием средств объективного контроля (фоторегистратор захода на посадку не работал, самописец КЗ-63 автоматически отключается после выпуска шасси, МСРП-12 и средствами записи переговоров в кабине экипажа самолёт не оборудован) установить истинную причину невыдерживания расчётной траектории снижения и скоростей полёта на завершающем участке предпосадочной прямой не представляется возможным.
Катастрофа произошла вследствие полёта на скорости на 25—35 км/ч ниже рекомендуемой и с большой вертикальной скоростью снижения, что при недостаточной поступательной скорости привело к невозможности выполнения нормального выравнивания и грубому удару о бетон, превышению расчётной нагрузки и разрушению самолёта.
Вероятной причиной потери скорости могла быть совокупность ошибочных действий экипажа при пилотировании самолёта в сочетании с неправильными (завышенными) показаниями указателей скорости (из-за возможного нарушения герметичности динамической системы питания манометрических пилотажных приборов) в условиях дефицита времени на малой высоте в сложных метеоусловиях.
— 